# Depeche Mode/Diskografie
Diese Diskografie ist eine Übersicht über die musikalischen Werke der englischen Synth-Rock- bzw. Synthie-Pop-Gruppe Depeche Mode. Den Quellenangaben zufolge hat sie bisher mehr als 100 Millionen Tonträger verkauft, womit sie zu den erfolgreichsten Bands aller Zeiten gehört. Allein in ihrer Heimat verkaufte sie über 4,5 Millionen Tonträger. In Deutschland konnte die Gruppe laut Schallplattenauszeichnungen über 7,6 Millionen Tonträger vertreiben und zählt damit zu den Interpreten mit den meisten verkauften Tonträgern.
Seit ihrem Debüt im Jahr 1981 konnte die Band 51 Songs in den britischen und 55 in den deutschen Charts platzieren. Eine Besonderheit deutscher Depeche-Mode-Schallplatten in den 1980er-Jahren war, dass viele Ausgaben anstatt in schwarzem in farbig-marmoriertem Vinyl gepresst wurden.

## Alben

### Studioalben
| Jahr | Titel Musiklabel                               | Höchstplatzierung, Gesamtwochen/‑monate, AuszeichnungChartplatzierungen (Jahr, Titel, Musiklabel, Platzierungen, Wochen/Monate, Auszeichnungen, Anmerkungen) | Höchstplatzierung, Gesamtwochen/‑monate, AuszeichnungChartplatzierungen (Jahr, Titel, Musiklabel, Platzierungen, Wochen/Monate, Auszeichnungen, Anmerkungen) | Höchstplatzierung, Gesamtwochen/‑monate, AuszeichnungChartplatzierungen (Jahr, Titel, Musiklabel, Platzierungen, Wochen/Monate, Auszeichnungen, Anmerkungen) | Höchstplatzierung, Gesamtwochen/‑monate, AuszeichnungChartplatzierungen (Jahr, Titel, Musiklabel, Platzierungen, Wochen/Monate, Auszeichnungen, Anmerkungen) | Höchstplatzierung, Gesamtwochen/‑monate, AuszeichnungChartplatzierungen (Jahr, Titel, Musiklabel, Platzierungen, Wochen/Monate, Auszeichnungen, Anmerkungen) | Anmerkungen                                                    |
| Jahr | Titel Musiklabel                               | DE | AT | CH | UK | US | Anmerkungen                                                    |
| ---- | ---------------------------------------------- | --- | --- | --- | --- | --- | -------------------------------------------------------------- |
| 1981 | Speak & Spell Mute Records (Rough Trade)       | DE49 Gold · (8 Wo.)DE | — | — | UK10 Gold · (33 Wo.)UK | US192 (9 Wo.)US | Erstveröffentlichung: 5. Oktober 1981 Verkäufe: + 400.000      |
| 1982 | A Broken Frame Mute Records (Rough Trade)      | DE56 (3 Wo.)DE | — | — | UK8 Gold · (11 Wo.)UK | US177 (8 Wo.)US | Erstveröffentlichung: 27. September 1982 Verkäufe: + 100.000   |
| 1983 | Construction Time Again Mute Records (Mute)    | DE7 Gold · (34 Wo.)DE | — | CH21 (3 Wo.)CH | UK6 Gold · (12 Wo.)UK | — | Erstveröffentlichung: 22. August 1983 Verkäufe: + 350.000      |
| 1984 | Some Great Reward Mute Records (Mute)          | DE3 Gold · (24 Wo.)DE | AT19 (1 Mt.)AT | CH5 (17 Wo.)CH | UK5 Silber · (12 Wo.)UK | US51 Platin · (42 Wo.)US | Erstveröffentlichung: 24. September 1984 Verkäufe: + 1.310.000 |
| 1986 | Black Celebration Mute Records (Mute)          | DE2 Platin · (33 Wo.)DE | AT26 (1 Mt.)AT | CH1 (18 Wo.)CH | UK4 Silber · (11 Wo.)UK | US90 Gold · (26 Wo.)US | Erstveröffentlichung: 17. März 1986 Verkäufe: + 1.160.000      |
| 1987 | Music for the Masses Mute Records (Mute)       | DE2 Gold · (23 Wo.)DE | AT16 (2 Mt.)AT | CH4 Gold · (8 Wo.)CH | UK10 Silber · (4 Wo.)UK | US35 Platin · (59 Wo.)US | Erstveröffentlichung: 28. September 1987 Verkäufe: + 1.785.000 |
| 1990 | Violator Mute Records (Mute)                   | DE2 Platin · (48 Wo.)DE | AT4 Gold · (23 Wo.)AT | CH2 Platin · (14 Wo.)CH | UK2 Gold · (30 Wo.)UK | US7 ×3Dreifachplatin · (74 Wo.)US | Erstveröffentlichung: 19. März 1990 Verkäufe: + 4.665.000      |
| 1993 | Songs of Faith and Devotion Mute Records (EMI) | DE1 Gold · (23 Wo.)DE | AT1 Gold · (25 Wo.)AT | CH1 Gold · (12 Wo.)CH | UK1 Gold · (18 Wo.)UK | US1 Platin · (29 Wo.)US | Erstveröffentlichung: 22. März 1993 Verkäufe: + 1.700.000      |
| 1997 | Ultra Mute Records (EMI)                       | DE1 Gold · (24 Wo.)DE | AT5 (16 Wo.)AT | CH4 Gold · (15 Wo.)CH | UK1 Gold · (13 Wo.)UK | US5 Gold · (19 Wo.)US | Erstveröffentlichung: 14. April 1997 Verkäufe: + 1.500.000     |
| 2001 | Exciter Mute Records (EMI)                     | DE1 Platin · (34 Wo.)DE | AT2 Gold · (18 Wo.)AT | CH2 Gold · (18 Wo.)CH | UK9 Gold · (7 Wo.)UK | US8 Gold · (14 Wo.)US | Erstveröffentlichung: 14. Mai 2001 Verkäufe: + 1.550.000       |
| 2005 | Playing the Angel Mute Records (EMI)           | DE1 ×2Doppelplatin · (37 Wo.)DE | AT1 Gold · (27 Wo.)AT | CH1 (20 Wo.)CH | UK6 Gold · (4 Wo.)UK | US7 (16 Wo.)US | Erstveröffentlichung: 14. Oktober 2005 Verkäufe: + 1.180.000   |
| 2009 | Sounds of the Universe Mute Records (EMI)      | DE1 ×3Dreifachgold · (27 Wo.)DE | AT1 Gold · (12 Wo.)AT | CH1 Platin · (19 Wo.)CH | UK2 Silber · (5 Wo.)UK | US3 (10 Wo.)US | Erstveröffentlichung: 17. April 2009 Verkäufe: + 743.000       |
| 2013 | Delta Machine Columbia Records (Sony)          | DE1 ×3Dreifachgold · (28 Wo.)DE | AT1 Gold · (13 Wo.)AT | CH1 Platin · (22 Wo.)CH | UK2 Silber · (8 Wo.)UK | US6 (9 Wo.)US | Erstveröffentlichung: 22. März 2013 Verkäufe: + 640.000        |
| 2017 | Spirit Columbia Records (Sony)                 | DE1 Gold · (20 Wo.)DE | AT1 (11 Wo.)AT | CH1 Gold · (16 Wo.)CH | UK5 Silber · (6 Wo.)UK | US5 (2 Wo.)US | Erstveröffentlichung: 17. März 2017 Verkäufe: + 359.500        |
| 2023 | Memento Mori Columbia Records (Sony)           | DE1 Gold · (27 Wo.)DE | AT1 (10 Wo.)AT | CH1 (14 Wo.)CH | UK2 (3 Wo.)UK | US14 (1 Wo.)US | Erstveröffentlichung: 24. März 2023 Verkäufe: + 197.000        |

grau schraffiert: keine Chartdaten aus diesem Jahr verfügbar
2005 begann Mute Records anlässlich des anstehenden 25-jährigen Jubiläums von Depeche Mode, die bis dahin bestehenden Studioalben in 5.1-Surround-Sound als einer hochauflösenden 5.1-SACD und einer zusätzlichen DVD (DTS 5.1 96k/24bit; Dolby Digital 5.1 48k/24bit) zu remastern und neu abzumischen. Die einzelnen Sounds wurden im Surround-Soundfeld platziert bzw. durch den Raum gleitend eingesetzt. Bei späteren Pressungen wurde jedoch die SACD durch eine reine Stereo-CD ersetzt, so dass nur auf der DVD die komprimierte 5.1 Surround-Versionen zur Verfügung stehen. Davon abweichend wurde Sound of the Universe unter Mute nur als 5.1 DVD-Format (dts 5.1 surround sound; Dolby Digital 5.1 surround sound) veröffentlicht. Zusätzlich sind Dokumentations-Interviews mit der Band zum Entstehen des jeweiligen Albums beigefügt.
Delta Machine wurde 2014 unter Sony Music als 5.1-Blu-ray audio einer speziellen 5-disc Edition des Albums Live in Berlin beigefügt.

### Livealben
| Jahr | Titel Musiklabel                                    | Höchstplatzierung, Gesamtwochen/‑monate, AuszeichnungChartplatzierungen (Jahr, Titel, Musiklabel, Platzierungen, Wochen/Monate, Auszeichnungen, Anmerkungen) | Höchstplatzierung, Gesamtwochen/‑monate, AuszeichnungChartplatzierungen (Jahr, Titel, Musiklabel, Platzierungen, Wochen/Monate, Auszeichnungen, Anmerkungen) | Höchstplatzierung, Gesamtwochen/‑monate, AuszeichnungChartplatzierungen (Jahr, Titel, Musiklabel, Platzierungen, Wochen/Monate, Auszeichnungen, Anmerkungen) | Höchstplatzierung, Gesamtwochen/‑monate, AuszeichnungChartplatzierungen (Jahr, Titel, Musiklabel, Platzierungen, Wochen/Monate, Auszeichnungen, Anmerkungen) | Höchstplatzierung, Gesamtwochen/‑monate, AuszeichnungChartplatzierungen (Jahr, Titel, Musiklabel, Platzierungen, Wochen/Monate, Auszeichnungen, Anmerkungen) | Anmerkungen                                               |
| Jahr | Titel Musiklabel                                    | DE | AT | CH | UK | US | Anmerkungen                                               |
| ---- | --------------------------------------------------- | --- | --- | --- | --- | --- | --------------------------------------------------------- |
| 1989 | 101 – Live Mute Records (Mute)                      | DE3 Gold · (20 Wo.)DE | AT13 (2½ Mt.)AT | CH11 (7 Wo.)CH | UK5 Gold · (8 Wo.)UK | US45 Gold · (19 Wo.)US | Erstveröffentlichung: 13. März 1989 Verkäufe: + 1.300.000 |
| 1993 | Songs of Faith and Devotion Live Mute Records (EMI) | DE50 (8 Wo.)DE | — | CH47 (3 Wo.)CH | — | US193 (1 Wo.)US | Erstveröffentlichung: 6. Dezember 1993                    |
| 2014 | Live in Berlin Columbia Records (Sony)              | DE2 (12 Wo.)DE | AT13 (1 Wo.)AT | CH13 (3 Wo.)CH | UK64 (1 Wo.)UK | — | Erstveröffentlichung: 14. November 2014                   |
| 2020 | Spirits in the Forest Columbia Records (Sony)       | DE1 (9 Wo.)DE | AT4 (3 Wo.)AT | CH6 (3 Wo.)CH | — | — | Erstveröffentlichung: 26. Juni 2020                       |

### Kompilationen
| Jahr | Titel Musiklabel                                | Höchstplatzierung, Gesamtwochen, AuszeichnungChartplatzierungen (Jahr, Titel, Musiklabel, Platzierungen, Wochen, Auszeichnungen, Anmerkungen) | Höchstplatzierung, Gesamtwochen, AuszeichnungChartplatzierungen (Jahr, Titel, Musiklabel, Platzierungen, Wochen, Auszeichnungen, Anmerkungen) | Höchstplatzierung, Gesamtwochen, AuszeichnungChartplatzierungen (Jahr, Titel, Musiklabel, Platzierungen, Wochen, Auszeichnungen, Anmerkungen) | Höchstplatzierung, Gesamtwochen, AuszeichnungChartplatzierungen (Jahr, Titel, Musiklabel, Platzierungen, Wochen, Auszeichnungen, Anmerkungen) | Höchstplatzierung, Gesamtwochen, AuszeichnungChartplatzierungen (Jahr, Titel, Musiklabel, Platzierungen, Wochen, Auszeichnungen, Anmerkungen) | Anmerkungen                                                                                                   |
| Jahr | Titel Musiklabel                                | DE | AT | CH | UK | US | Anmerkungen                                                                                                   |
| ---- | ----------------------------------------------- | --- | --- | --- | --- | --- | --- |
| 1984 | People Are People Sire Records (WMG)            | — | — | — | — | US71 Gold · (30 Wo.)US | Erstveröffentlichung: 2. Juli 1984 nur in Nordamerika, Argentinien & Japan veröffentlicht Verkäufe: + 500.000 |
| 1985 | The Singles 81>85 Mute Records (Mute)           | DE9 Gold · (38 Wo.)DE | — | CH14 (8 Wo.)CH | UK6 Gold · (26 Wo.)UK | US114 (3 Wo.)US | Erstveröffentlichung: 1. Oktober 1985 in US erst 1999 platziert Verkäufe: + 350.000                           |
| 1985 | Catching Up with Depeche Mode                   | — | — | — | — | US113 Platin · (18 Wo.)US | Erstveröffentlichung: 11. November 1985 nur in Nordamerika veröffentlicht Verkäufe: + 1.000.000               |
| 1987 | Greatest Hits Amiga                             | — | — | — | — | — | Erstveröffentlichung: 2. Juli 1984 nur in der DDR veröffentlicht                                              |
| 1998 | The Singles 86>98 Mute Records (EMI)            | DE1 Platin · (24 Wo.)DE | AT2 (9 Wo.)AT | CH3 Gold · (15 Wo.)CH | UK5 Gold · (12 Wo.)UK | US38 Platin · (10 Wo.)US | Erstveröffentlichung: 28. September 1998 Verkäufe: + 2.135.000                                                |
| 2004 | Remixes 81–04 Mute Records (EMI)                | DE2 Platin · (21 Wo.)DE | AT38 (12 Wo.)AT | CH7 (17 Wo.)CH | UK24 Gold · (3 Wo.)UK | — | Erstveröffentlichung: 25. Oktober 2004 Verkäufe: + 560.000                                                    |
| 2006 | The Best of, Volume 1 Mute Records (EMI)        | DE1 ×7Siebenfachgold · (79 Wo.)DE | AT9 (17 Wo.)AT | CH3 Gold · (32 Wo.)CH | UK18 ×2Doppelplatin · (21 Wo.)UK | US148 (1 Wo.)US | Erstveröffentlichung: 3. November 2006 Verkäufe: + 1.674.000                                                  |
| 2011 | Remixes 2: 81–11 Mute Records (EMI)             | DE3 (10 Wo.)DE | AT11 (3 Wo.)AT | CH6 (9 Wo.)CH | UK24 (1 Wo.)UK | US105 (1 Wo.)US | Erstveröffentlichung: 3. Juni 2011                                                                            |
| 2020 | Live Spirits Soundtrack Columbia Records (Sony) | DE23 (3 Wo.)DE | AT62 (1 Wo.)AT | CH14 (1 Wo.)CH | — | — | Erstveröffentlichung: 26. Juni 2020                                                                           |

## Singles
| Jahr | Titel Album                                           | Höchstplatzierung, Gesamtwochen/‑monate, AuszeichnungChartplatzierungen (Jahr, Titel, Album, Platzierungen, Wochen/Monate, Auszeichnungen, Anmerkungen) | Höchstplatzierung, Gesamtwochen/‑monate, AuszeichnungChartplatzierungen (Jahr, Titel, Album, Platzierungen, Wochen/Monate, Auszeichnungen, Anmerkungen) | Höchstplatzierung, Gesamtwochen/‑monate, AuszeichnungChartplatzierungen (Jahr, Titel, Album, Platzierungen, Wochen/Monate, Auszeichnungen, Anmerkungen) | Höchstplatzierung, Gesamtwochen/‑monate, AuszeichnungChartplatzierungen (Jahr, Titel, Album, Platzierungen, Wochen/Monate, Auszeichnungen, Anmerkungen) | Höchstplatzierung, Gesamtwochen/‑monate, AuszeichnungChartplatzierungen (Jahr, Titel, Album, Platzierungen, Wochen/Monate, Auszeichnungen, Anmerkungen) | Anmerkungen                              | [↑]: gemeinsam behandelt mit vorhergehendem Eintrag; [←]: in beiden Charts platziert |
| Jahr | Titel Album                                           | DE | AT | CH | UK | US | Anmerkungen                              |                                                                                      |
| --- | ----------------------------------------------------- | --- | --- | --- | --- | --- | ---------------------------------------- | ------------------------------------------------------------------------------------ |
| 1981 | Dreaming of Me Speak & Spell                          | DE45 a (1 Wo.)DE | — | — | UK57 (4 Wo.)UK | — | Erstveröffentlichung: 20. Februar 1981   |                                                                                      |
| 1981 | New Life Speak & Spell                                | — | — | — | UK11 (15 Wo.)UK | — | Erstveröffentlichung: 5. Juni 1981       |                                                                                      |
| 1981 | Just Can’t Get Enough Speak & Spell                   | DE— GoldDE | — | — | UK8 Platin · (11 Wo.)UK | US— PlatinUS | Erstveröffentlichung: 7. September 1981  |                                                                                      |
| 1982 | See You A Broken Frame                                | DE44 (7 Wo.)DE | — | — | UK6 Silber · (10 Wo.)UK | — | Erstveröffentlichung: 29. Januar 1982    |                                                                                      |
| 1982 | The Meaning of Love A Broken Frame                    | DE64 (4 Wo.)DE | — | — | UK12 (8 Wo.)UK | — | Erstveröffentlichung: 26. April 1982     |                                                                                      |
| 1982 | Leave in Silence A Broken Frame                       | DE58 (5 Wo.)DE | — | — | UK18 (10 Wo.)UK | — | Erstveröffentlichung: 16. August 1982    |                                                                                      |
| 1983 | Get the Balance Right! Non Album Track                | DE38 (10 Wo.)DE | — | — | UK13 (8 Wo.)UK | — | Erstveröffentlichung: 31. Januar 1983    |                                                                                      |
| 1983 | Everything Counts Construction Time Again             | DE23 (17 Wo.)DE | — | CH8 (7 Wo.)CH | UK6 Silber · (11 Wo.)UK | — | Erstveröffentlichung: 11. Juli 1983      |                                                                                      |
| 1983 | Love, in Itself Construction Time Again               | DE28 (14 Wo.)DE | — | — | UK21 (7 Wo.)UK | — | Erstveröffentlichung: 19. September 1983 |                                                                                      |
| 1984 | People Are People Some Great Reward                   | DE1 (19 Wo.)DE | AT6 (2 Mt.)AT | CH4 (13 Wo.)CH | UK4 Silber · (11 Wo.)UK | US13 Gold · (18 Wo.)US | Erstveröffentlichung: 12. März 1984      |                                                                                      |
| 1984 | Master and Servant Some Great Reward                  | DE2 (17 Wo.)DE | — | CH8 (9 Wo.)CH | UK9 (9 Wo.)UK | US87 (3 Wo.)US | Erstveröffentlichung: 20. August 1984    |                                                                                      |
| 1984 | Blasphemous Rumours / Somebody Some Great Reward      | DE22 (11 Wo.)DE | — | CH19 (7 Wo.)CH | UK16 (6 Wo.)UK | — | Erstveröffentlichung: 29. Oktober 1984   |                                                                                      |
| 1985 | Shake the Disease The Singles 81>85                   | DE4 (21 Wo.)DE | — | CH6 (12 Wo.)CH | UK18 (9 Wo.)UK | — | Erstveröffentlichung: 29. April 1985     |                                                                                      |
| 1985 | It’s Called a Heart The Singles 81>85                 | DE8 (12 Wo.)DE | — | CH7 (7 Wo.)CH | UK18 (4 Wo.)UK | — | Erstveröffentlichung: 16. September 1985 |                                                                                      |
| 1986 | Stripped Black Celebration                            | DE4 (14 Wo.)DE | — | CH8 (10 Wo.)CH | UK15 (8 Wo.)UK | — | Erstveröffentlichung: 10. Februar 1986   |                                                                                      |
| 1986 | A Question of Lust Black Celebration                  | DE8 (17 Wo.)DE | — | CH12 (7 Wo.)CH | UK28 (7 Wo.)UK | — | Erstveröffentlichung: 14. April 1986     |                                                                                      |
| 1986 | A Question of Time Black Celebration                  | DE4 (13 Wo.)DE | — | CH9 (7 Wo.)CH | UK17 (7 Wo.)UK | — | Erstveröffentlichung: 11. August 1986    |                                                                                      |
| 1987 | Strangelove Music for the Masses                      | DE2 (15 Wo.)DE | AT29 (½ Mt.)AT | CH3 (13 Wo.)CH | UK16 (5 Wo.)UK | US50 Gold · (15 Wo.)US | Erstveröffentlichung: 13. April 1987     |                                                                                      |
| 1987 | Never Let Me Down Again Music for the Masses          | DE2 (14 Wo.)DE | AT29 (1 Mt.)AT | CH7 (13 Wo.)CH | UK22 (4 Wo.)UK | US63 Gold · (10 Wo.)US | Erstveröffentlichung: 24. August 1987    |                                                                                      |
| 1987 | Behind the Wheel Music for the Masses                 | DE6 (17 Wo.)DE | — | CH6 (7 Wo.)CH | UK21 (5 Wo.)UK | US61 (11 Wo.)US | Erstveröffentlichung: 28. Dezember 1987  |                                                                                      |
| 1988 | Little 15 Music for the Masses                        | DE16 (14 Wo.)DE | AT25 (½ Mt.)AT | CH18 (8 Wo.)CH | UK60 (2 Wo.)UK | — | Erstveröffentlichung: 16. Mai 1988       |                                                                                      |
| 1989 | Everything Counts (Live) 101                          | DE12 (14 Wo.)DE | AT26 (1 Mt.)AT | CH18 (7 Wo.)CH | UK22 (7 Wo.)UK | — | Erstveröffentlichung: 13. Februar 1989   |                                                                                      |
| 1989 | Personal Jesus Violator                               | DE5 Gold · (27 Wo.)DE | — | CH5 (15 Wo.)CH | UK13 Gold · (9 Wo.)UK | US28 ×2Doppelplatin · (20 Wo.)US | Erstveröffentlichung: 28. August 1989    |                                                                                      |
| 1990 | Enjoy the Silence Violator                            | DE2 Platin · (31 Wo.)DE | AT13 (17 Wo.)AT | CH2 (17 Wo.)CH | UK6 Platin · (9 Wo.)UK | US8 ×3Dreifachplatin · (24 Wo.)US | Erstveröffentlichung: 5. Februar 1990    |                                                                                      |
| 1990 | Policy of Truth Violator                              | DE7 (16 Wo.)DE | — | CH12 (9 Wo.)CH | UK16 (6 Wo.)UK | US15 Platin · (16 Wo.)US | Erstveröffentlichung: 7. Mai 1990        |                                                                                      |
| 1990 | World in My Eyes Violator                             | DE7 (19 Wo.)DE | — | CH5 (9 Wo.)CH | UK17 (6 Wo.)UK | US52 (10 Wo.)US | Erstveröffentlichung: 17. September 1990 |                                                                                      |
| 1993 | I Feel You Songs of Faith and Devotion                | DE4 (17 Wo.)DE | AT7 (10 Wo.)AT | CH4 (12 Wo.)CH | UK8 (7 Wo.)UK | US37 Gold · (12 Wo.)US | Erstveröffentlichung: 15. Februar 1993   |                                                                                      |
| 1993 | Walking in My Shoes Songs of Faith and Devotion       | DE14 (12 Wo.)DE | AT29 (1 Wo.)AT | CH26 (7 Wo.)CH | UK14 (4 Wo.)UK | US69 (8 Wo.)US | Erstveröffentlichung: 26. April 1993     |                                                                                      |
| 1993 | Condemnation Songs of Faith and Devotion              | DE23 (9 Wo.)DE | — | CH38 (1 Wo.)CH | UK9 (4 Wo.)UK | — | Erstveröffentlichung: 13. September 1993 |                                                                                      |
| 1994 | In Your Room Songs of Faith and Devotion              | DE24 (7 Wo.)DE | — | CH14 (6 Wo.)CH | UK8 (4 Wo.)UK | — | Erstveröffentlichung: 10. Januar 1994    |                                                                                      |
| 1997 | Barrel of a Gun Ultra                                 | DE3 (9 Wo.)DE | AT15 (5 Wo.)AT | CH30 (6 Wo.)CH | UK4 (10 Wo.)UK | US47 (5 Wo.)US | Erstveröffentlichung: 3. Februar 1997    |                                                                                      |
| 1997 | It’s No Good Ultra                                    | DE5 (13 Wo.)DE | AT28 (7 Wo.)AT | CH30 (10 Wo.)CH | UK5 (7 Wo.)UK | US38 Gold · (20 Wo.)US | Erstveröffentlichung: 31. März 1997      |                                                                                      |
| 1997 | Home Ultra                                            | DE11 (9 Wo.)DE | — | CH47 (1 Wo.)CH | UK23 (6 Wo.)UK | US88 (3 Wo.)US | Erstveröffentlichung: 16. Juni 1997      |                                                                                      |
| 1997 | Useless Ultra                                         | DE16 (5 Wo.)DE | — | — | UK28 (2 Wo.)UK[US: ↑] | US88 (3 Wo.)US | Erstveröffentlichung: 20. Oktober 1997   |                                                                                      |
| 1998 | Only When I Lose Myself The Singles 86>98             | DE2 (10 Wo.)DE | AT10 (7 Wo.)AT | CH16 (8 Wo.)CH | UK17 (4 Wo.)UK | US61 (9 Wo.)US | Erstveröffentlichung: 7. September 1998  |                                                                                      |
| 2001 | Dream On Exciter                                      | DE1 (8 Wo.)DE | AT9 (10 Wo.)AT | CH13 (15 Wo.)CH | UK6 (9 Wo.)UK | US85 (10 Wo.)US | Erstveröffentlichung: 23. April 2001     |                                                                                      |
| 2001 | I Feel Loved Exciter                                  | DE9 (8 Wo.)DE | AT44 (4 Wo.)AT | CH64 (9 Wo.)CH | UK12 (7 Wo.)UK | — | Erstveröffentlichung: 30. Juli 2001      |                                                                                      |
| 2001 | Freelove Exciter                                      | DE8 (9 Wo.)DE | AT61 (4 Wo.)AT | CH67 (11 Wo.)CH | UK19 (3 Wo.)UK | — | Erstveröffentlichung: 5. November 2001   |                                                                                      |
| 2002 | Goodnight Lovers Exciter                              | DE15 (5 Wo.)DE | — | CH69 (2 Wo.)CH | UK— bUK | — | Erstveröffentlichung: 11. Februar 2002   |                                                                                      |
| 2004 | Enjoy the Silence 04 Remixes 81–04                    | DE5 (19 Wo.)DE | AT48 (20 Wo.)AT | CH44 (17 Wo.)CH | UK7 (5 Wo.)UK | — | Erstveröffentlichung: 27. September 2004 |                                                                                      |
| 2005 | Precious Playing the Angel                            | DE2 Gold · (25 Wo.)DE | AT9 (21 Wo.)AT | CH12 (24 Wo.)CH | UK4 (6 Wo.)UK | US71 Gold · (3 Wo.)US | Erstveröffentlichung: 30. September 2005 |                                                                                      |
| 2005 | A Pain That I’m Used To Playing the Angel             | DE11 (11 Wo.)DE | AT24 (5 Wo.)AT | CH23 (14 Wo.)CH | UK15 (4 Wo.)UK | — | Erstveröffentlichung: 6. Dezember 2005   |                                                                                      |
| 2006 | Suffer Well Playing the Angel                         | DE13 (9 Wo.)DE | AT67 (1 Wo.)AT | CH66 (6 Wo.)CH | UK12 (3 Wo.)UK | — | Erstveröffentlichung: 6. März 2006       |                                                                                      |
| 2006 | John the Revelator / Lilian Playing the Angel         | DE16 (9 Wo.)DE | — | CH70 (3 Wo.)CH | UK18 (3 Wo.)UK | — | Erstveröffentlichung: 2. Juni 2006       |                                                                                      |
| 2006 | Martyr The Best of, Volume 1                          | DE2 (13 Wo.)DE | AT31 (4 Wo.)AT | CH17 (6 Wo.)CH | UK13 (4 Wo.)UK | — | Erstveröffentlichung: 23. Oktober 2006   |                                                                                      |
| 2009 | Wrong Sounds of the Universe                          | DE2 Gold · (15 Wo.)DE | AT12 (9 Wo.)AT | CH16 (13 Wo.)CH | UK24 (2 Wo.)UK | — | Erstveröffentlichung: 24. Februar 2009   |                                                                                      |
| 2009 | Peace Sounds of the Universe                          | DE25 (7 Wo.)DE | AT72 (1 Wo.)AT | CH53 (1 Wo.)CH | UK57 (1 Wo.)UK | — | Erstveröffentlichung: 15. Juni 2009      |                                                                                      |
| 2009 | Fragile Tension / Hole to Feed Sounds of the Universe | DE39 (4 Wo.)DE | — | — | — | — | Erstveröffentlichung: 7. Dezember 2009   |                                                                                      |
| 2011 | Personal Jesus 2011 Remixes 2: 81–11                  | — | AT73 (1 Wo.)AT | CH73 (2 Wo.)CH | — | — | Erstveröffentlichung: 27. Mai 2011       |                                                                                      |
| 2013 | Heaven Delta Machine                                  | DE2 (10 Wo.)DE | AT22 (4 Wo.)AT | CH18 (6 Wo.)CH | UK60 (1 Wo.)UK | — | Erstveröffentlichung: 1. Februar 2013    |                                                                                      |
| 2013 | Soothe My Soul Delta Machine                          | DE22 (5 Wo.)DE | — | — | UK88 (1 Wo.)UK | — | Erstveröffentlichung: 10. Mai 2013       |                                                                                      |
| 2013 | Should Be Higher Delta Machine                        | DE19 (2 Wo.)DE | AT60 (1 Wo.)AT | CH61 (1 Wo.)CH | UK81 (1 Wo.)UK | — | Erstveröffentlichung: 11. Oktober 2013   |                                                                                      |
| 2017 | Where’s the Revolution Spirit                         | DE29 (3 Wo.)DE | — | CH57 (2 Wo.)CH | — | — | Erstveröffentlichung: 3. Februar 2017    |                                                                                      |
| 2017 | Going Backwards Spirit                                | — | — | — | — | — | Erstveröffentlichung: 23. Juni 2017      |                                                                                      |
| 2017 | Cover Me Spirit                                       | — | — | — | — | — | Erstveröffentlichung: 6. Oktober 2017    |                                                                                      |
| 2023 | Ghosts Again Memento Mori                             | DE28 (3 Wo.)DE | — | CH79 (1 Wo.)CH | — | — | Erstveröffentlichung: 9. Februar 2023    |                                                                                      |
| 2023 | My Cosmos Is Mine Memento Mori                        | — | — | — | — | — | Erstveröffentlichung: 9. März 2023       |                                                                                      |
| 2023 | Wagging Tongue Memento Mori                           | DE— cDE | — | — | — | — | Erstveröffentlichung: 7. Juli 2023       |                                                                                      |
| 2023 | Speak to Me Memento Mori                              | — | — | — | — | — | Erstveröffentlichung: 11. August 2023    |                                                                                      |
| 2023 | My Favourite Stranger Memento Mori                    | — | — | — | — | — | Erstveröffentlichung: 20. Oktober 2023   |                                                                                      |
| 2024 | Before We Drown Memento Mori                          | — | — | — | — | — | Erstveröffentlichung: 9. Februar 2024    |                                                                                      |
| Folgende Lieder erschienen nicht als Single, wurden aber durch das Album zum Download und Streaming bereitgestellt und konnten somit eine Platzierung erlangen: |                                                       | | | | | |                                          |                                                                                      |
| |                                                       | | | | | |                                          |                                                                                      |
| 2004 | Something to Do Some Great Reward                     | — | — | — | UK75 (1 Wo.)UK | — | Charteinstieg: 4. Dezember 2004          |                                                                                      |
| 2004 | Halo (Goldfrapp Remix) Remixes 81–04                  | — | — | — | UK78 (1 Wo.)UK | — | Charteinstieg: 4. Dezember 2004          |                                                                                      |
| 2013 | All That’s Mine Delta Machine                         | DE86 (1 Wo.)DE | — | — | — | — | Charteinstieg: 15. Februar 2013          |                                                                                      |

## Videoalben und Musikvideos

### Videoalben
Alle Chartplatzierungen in Deutschland beziehen sich auf die deutschen Albumcharts. Alle anderen Chartplatzierungen beziehen sich, wenn nicht angegeben, auf die Musik-DVD-Charts der jeweiligen Länder.

| Jahr | Titel                                    | Höchstplatzierung, Gesamtwochen, AuszeichnungChartplatzierungen (Jahr, Titel, Platzierungen, Wochen, Auszeichnungen, Anmerkungen) | Höchstplatzierung, Gesamtwochen, AuszeichnungChartplatzierungen (Jahr, Titel, Platzierungen, Wochen, Auszeichnungen, Anmerkungen) | Höchstplatzierung, Gesamtwochen, AuszeichnungChartplatzierungen (Jahr, Titel, Platzierungen, Wochen, Auszeichnungen, Anmerkungen) | Höchstplatzierung, Gesamtwochen, AuszeichnungChartplatzierungen (Jahr, Titel, Platzierungen, Wochen, Auszeichnungen, Anmerkungen) | Höchstplatzierung, Gesamtwochen, AuszeichnungChartplatzierungen (Jahr, Titel, Platzierungen, Wochen, Auszeichnungen, Anmerkungen) | Anmerkungen |
| Jahr | Titel                                    | DE | AT | CH | UK | US | Anmerkungen |
| ---- | ---------------------------------------- | --- | --- | --- | --- | --- | --- |
| 1985 | The World We Live In and Live in Hamburg | — | — | — | — | US? (1 Wo.)US | Erstveröffentlichung: April 1985 Live-Konzert, VHS                                                                        |
| 1985 | Some Great Videos                        | — | — | — | UK22 (2 Wo.)UK | US— GoldUS | Erstveröffentlichung: 1985 Video-Kompilation, VHS                                                                         |
| 1988 | Strange                                  | — | — | — | — | US? Gold · (7 Wo.)US | Erstveröffentlichung: 12. Juli 1988 Video-Kompilation, VHS                                                                |
| 1989 | 101                                      | DE32 Gold · (3 Wo.)DE | AT1 (… Wo.)AT | — | UK1 (32 Wo.)UK | US— PlatinUS | Erstveröffentlichung: 12. März 1989 Dokumentarfilm, VHS/DVD in Deutschland erst 2003 platziert; in UK erst 2021 platziert |
| 1990 | Strange Too                              | — | — | — | — | US? Platin · (13 Wo.)US | Erstveröffentlichung: 6. November 1990 Video-Kompilation, VHS                                                             |
| 1993 | Devotional                               | DE25 Gold · (5 Wo.)DE | — | — | UK5 (11 Wo.)UK | US? (17 Wo.)US | Erstveröffentlichung: 1993 Live-Konzert, VHS/DVD in Deutschland erst 2004 platziert                                       |
| 1998 | The Videos 86>98                         | DE81 Platin · (2 Wo.)DE | — | — | UK1 (19 Wo.)UK | US? Gold · (21 Wo.)US | Erstveröffentlichung: 28. September 1998 Video-Kompilation, DVD/VHS in Deutschland erst 2002 platziert                    |
| 2002 | One Night in Paris                       | DE54 Platin · (8 Wo.)DE | — | — | UK2 (12 Wo.)UK | US2 Gold · (9 Wo.)US | Erstveröffentlichung: 27. Mai 2002 Live-Konzert, DVD/VHS                                                                  |
| 2006 | Touring the Angel: Live in Milan         | DE2 ×2Doppelplatin (Videoalbum) + Gold (Bonus-CD) · (13 Wo.)DE                                                                    | — | CH54 d (2 Wo.)CH | UK1 (10 Wo.)UK | US? (5 Wo.)US | Erstveröffentlichung: 25. September 2006 Live-Konzert, DVD+CD                                                             |
| 2006 | The Best of, Volume 1                    | — | — | — | UK28 (4 Wo.)UK | US? (1 Wo.)US | Erstveröffentlichung: 26. März 2007 Video-Kompilation, DVD                                                                |
| 2010 | Tour of the Universe: Barcelona          | DE1 Platin · (17 Wo.)DE | — | CH1 (21 Wo.)CH | UK2 (14 Wo.)UK | US? (1 Wo.)US | Erstveröffentlichung: 8. November 2010 Live-Konzert, DVD/CD/Blu-ray Disc                                                  |
| 2014 | Live in Berlin                           | — | — | — | — | — | Erstveröffentlichung: 14. November 2014 Live-Konzert, DVD/CD/Blu-ray Disc                                                 |
| 2016 | Video Singles Collection                 | DE6 (5 Wo.)DE | — | CH1 (2 Wo.)CH | UK4 (8 Wo.)UK | US3 (9 Wo.)US | Erstveröffentlichung: 18. November 2016 Video-Kompilation, DVD                                                            |
| 2020 | Spirits in the Forest                    | — | — | — | UK1 (30 Wo.)UK | — | Erstveröffentlichung: 1. Mai 2020                                                                                         |
| 2023 | Strange / Strange Too                    | DE6 (1 Wo.)DE | — | — | UK1 (14 Wo.)UK | — | Erstveröffentlichung: 8. Dezember 2023                                                                                    |

### Musikvideos
| Jahr | Titel                                   | Regie                          |
| ---- | --------------------------------------- | ------------------------------ |
| 1981 | Just Can’t Get Enough                   | Clive Richardson               |
| 1982 | See You                                 | Julien Temple                  |
| 1982 | The Meaning of Love                     | Julien Temple                  |
| 1982 | Leave in Silence                        | Julien Temple                  |
| 1983 | Get the Balance Right!                  | Kevin Hewitt                   |
| 1983 | Everything Counts                       | Clive Richardson               |
| 1983 | Love, in Itself                         | Clive Richardson               |
| 1984 | People Are People (7"-Version)          | Clive Richardson               |
| 1984 | People Are People (12"-Version)         | Clive Richardson               |
| 1984 | Master and Servant                      | Clive Richardson               |
| 1984 | Blasphemous Rumours                     | Clive Richardson               |
| 1984 | Somebody                                | Clive Richardson               |
| 1985 | Shake the Disease                       | Peter Care                     |
| 1985 | It’s Called a Heart                     | Peter Care                     |
| 1986 | Stripped                                | Peter Care                     |
| 1986 | But Not Tonight (Version 1)             | Tamra Davis                    |
| 1986 | But Not Tonight (Version 2)             | Tamra Davis                    |
| 1986 | A Question of Lust                      | Clive Richardson               |
| 1986 | A Question of Time                      | Anton Corbijn                  |
| 1987 | Strangelove                             | Anton Corbijn                  |
| 1987 | Strangelove (Zensierte Version)         | Anton Corbijn                  |
| 1987 | Never Let Me Down Again (7"-Version)    | Anton Corbijn                  |
| 1987 | Never Let Me Down Again (12"-Version)   | Anton Corbijn                  |
| 1987 | Behind the Wheel                        | Anton Corbijn                  |
| 1987 | Behind the Wheel (Remix)                | Anton Corbijn                  |
| 1987 | Pimpf                                   | Anton Corbijn                  |
| 1988 | Little 15                               | Martyn Atkins                  |
| 1988 | Strangelove ’88                         | Martyn Atkins                  |
| 1989 | Everything Counts (Live)                | D. A. Pennebaker               |
| 1989 | Personal Jesus                          | Anton Corbijn                  |
| 1989 | Personal Jesus (Zensierte Version)      | Anton Corbijn                  |
| 1990 | Enjoy the Silence                       | Anton Corbijn                  |
| 1990 | Policy of Truth                         | Anton Corbijn                  |
| 1990 | World in My Eyes (Version 1)            | Anton Corbijn                  |
| 1990 | World in My Eyes (Version 2)            | Anton Corbijn                  |
| 1990 | Halo                                    | Anton Corbijn                  |
| 1990 | Clean                                   | Anton Corbijn                  |
| 1993 | I Feel You                              | Anton Corbijn                  |
| 1993 | Walking in My Shoes                     | Anton Corbijn                  |
| 1993 | Walking in My Shoes (Zensierte Version) | Anton Corbijn                  |
| 1993 | Condemnation (Paris Mix)                | Anton Corbijn                  |
| 1993 | Condemnation (Live)                     | Anton Corbijn                  |
| 1993 | Personal Jesus (Live)                   | Anton Corbijn                  |
| 1993 | Enjoy the Silence (Live)                | Anton Corbijn                  |
| 1993 | Halo (Live version)                     | Anton Corbijn                  |
| 1993 | One Caress                              | Kevin Kerslake                 |
| 1994 | In Your Room                            | Anton Corbijn                  |
| 1997 | Barrel of a Gun                         | Anton Corbijn                  |
| 1997 | It’s No Good                            | Anton Corbijn                  |
| 1997 | Home                                    | Steven Green                   |
| 1997 | Useless                                 | Anton Corbijn                  |
| 1998 | Only When I Lose Myself                 | Brian Griffin                  |
| 2001 | Dream On                                | Stéphane Sednaoui              |
| 2001 | I Feel Loved                            | John Hillcoat                  |
| 2001 | I Feel Loved (Dan-O-Rama Remix)         | John Hillcoat                  |
| 2001 | I Feel Loved (Dan-O-Rama Remix Edit)    | John Hillcoat                  |
| 2001 | I Feel Loved (Live)                     | Anton Corbijn                  |
| 2001 | Freelove                                | John Hillcoat                  |
| 2001 | Freelove (Live)                         | Anton Corbijn                  |
| 2002 | Goodnight Lovers                        | John Hillcoat                  |
| 2004 | Enjoy the Silence ’04                   | Uwe Flade                      |
| 2005 | Precious                                | Uwe Flade                      |
| 2005 | A Pain That I’m Used To                 | Uwe Flade                      |
| 2006 | Suffer Well                             | Anton Corbijn                  |
| 2006 | John the Revelator                      | Blue Leach                     |
| 2006 | Martyr                                  | Robert Chandler                |
| 2009 | Wrong                                   | Patrick Daughters              |
| 2009 | Peace                                   | Jonas & François               |
| 2009 | Hole to Feed                            | Eric Wareheim                  |
| 2009 | Fragile Tension                         | Barney Steel & Robert Chandler |
| 2011 | Personal Jesus 2011                     | Andrew Faber                   |
| 2013 | Heaven                                  | Timothy Saccenti               |
| 2013 | Soothe My Soul                          | Warren Fu                      |
| 2013 | Should Be Higher                        | Anton Corbijn                  |
| 2017 | Where’s the Revolution                  | Anton Corbijn                  |
| 2017 | Going Backwards                         | Timothy Saccenti               |
| 2017 | Heroes                                  | Timothy Saccenti               |
| 2017 | Cover Me                                | Anton Corbijn                  |
| 2023 | Ghosts Again                            | Anton Corbijn                  |
| 2023 | Wagging Tongue                          | The Sacred Egg                 |
| 2023 | My Favourite Stranger                   | Anton Corbijn                  |
| 2024 | Before We Drown                         | Anton Corbijn                  |

### Boxsets
| Jahr | Titel                                                                 | Höchstplatzierung, Gesamtwochen, AuszeichnungChartplatzierungen (Jahr, Titel, Platzierungen, Wochen, Auszeichnungen, Anmerkungen) | Höchstplatzierung, Gesamtwochen, AuszeichnungChartplatzierungen (Jahr, Titel, Platzierungen, Wochen, Auszeichnungen, Anmerkungen) | Höchstplatzierung, Gesamtwochen, AuszeichnungChartplatzierungen (Jahr, Titel, Platzierungen, Wochen, Auszeichnungen, Anmerkungen) | Höchstplatzierung, Gesamtwochen, AuszeichnungChartplatzierungen (Jahr, Titel, Platzierungen, Wochen, Auszeichnungen, Anmerkungen) | Höchstplatzierung, Gesamtwochen, AuszeichnungChartplatzierungen (Jahr, Titel, Platzierungen, Wochen, Auszeichnungen, Anmerkungen) | Anmerkungen                                                           |
| Jahr | Titel                                                                 | DE | AT | CH | UK | US | Anmerkungen                                                           |
| ---- | --------------------------------------------------------------------- | --- | --- | --- | --- | --- | --------------------------------------------------------------------- |
| 1991 | DM BX1                                                                | — | — | — | — | — | Erstveröffentlichung: 25. November 1991 enthält die Singles 1 bis 6   |
| 1991 | DM BX2                                                                | — | — | — | — | — | Erstveröffentlichung: 25. November 1991 enthält die Singles 7 bis 12  |
| 1991 | DM BX3                                                                | — | — | — | — | — | Erstveröffentlichung: 25. November 1991 enthält die Singles 13 bis 18 |
| 2001 | The Singles 81>98 Mute Records (EMI)                                  | DE83 (4 Wo.)DE | — | — | — | — | Erstveröffentlichung: 31. August 2001                                 |
| 2004 | DM BX4                                                                | DE84 e (2 Wo.)DE | — | — | — | — | Erstveröffentlichung: 29. März 2004 enthält die Singles 19 bis 24     |
| 2004 | DM BX5                                                                | DE85 e (2 Wo.)DE | — | — | — | — | Erstveröffentlichung: 29. März 2004 enthält die Singles 25 bis 30     |
| 2004 | DM BX6                                                                | DE88 e (1 Wo.)DE | — | — | — | — | Erstveröffentlichung: 29. März 2004 enthält die Singles 31 bis 36     |
| 2018 | Speak & Spell – The 12″ Singles Columbia Records (Sony)               | DE10 (1 Wo.)DE | — | — | — | — | Erstveröffentlichung: 31. August 2018                                 |
| 2018 | A Broken Frame – The 12″ Singles Columbia Records (Sony)              | DE11 (1 Wo.)DE | — | — | — | — | Erstveröffentlichung: 31. August 2018                                 |
| 2018 | Some Great Reward – The 12″ Singles Columbia Records (Sony)           | DE49 (1 Wo.)DE | — | — | — | — | Erstveröffentlichung: 14. Dezember 2018                               |
| 2018 | Construction Time Again – The 12″ Singles Columbia Records (Sony)     | DE55 (1 Wo.)DE | — | — | — | — | Erstveröffentlichung: 14. Dezember 2018                               |
| 2019 | Music for the Masses – The 12″ Singles Columbia Records (Sony)        | DE20 (1 Wo.)DE | — | CH60 (1 Wo.)CH | — | — | Erstveröffentlichung: 31. Mai 2019                                    |
| 2019 | Black Celebration – The 12″ Singles Columbia Records (Sony)           | DE22 (1 Wo.)DE | — | — | — | — | Erstveröffentlichung: 31. Mai 2019                                    |
| 2020 | Mode Columbia Records (Sony)                                          | DE10 (1 Wo.)DE | — | — | — | — | Erstveröffentlichung: 24. Januar 2020                                 |
| 2020 | Violator – The 12″ Singles Columbia Records (Sony)                    | DE9 (1 Wo.)DE | — | — | — | — | Erstveröffentlichung: 17. Juli 2020                                   |
| 2020 | Songs of Faith and Devotion – The 12″ Singles Columbia Records (Sony) | DE16 (1 Wo.)DE | — | — | — | — | Erstveröffentlichung: 30. Oktober 2020                                |
| 2021 | Ultra – The 12″ Singles Columbia Records (Sony)                       | DE5 (1 Wo.)DE | — | — | — | — | Erstveröffentlichung: 10. September 2021                              |
| 2022 | Exciter – The 12″ Singles Columbia Records (Sony)                     | DE11 (1 Wo.)DE | — | CH33 (1 Wo.)CH | — | — | Erstveröffentlichung: 10. Juni 2022                                   |
| 2022 | Playing the Angel – The 12″ Singles Columbia Records (Sony)           | DE16 (1 Wo.)DE | — | — | — | — | Erstveröffentlichung: 11. November 2022                               |
| 2023 | Sounds of the Universe – The 12″ Singles Columbia Records (Sony)      | DE8 (1 Wo.)DE | — | — | — | — | Erstveröffentlichung: 4. August 2023                                  |
| 2023 | Delta Machine – The 12″ Singles Columbia Records (Sony)               | DE12 (1 Wo.)DE | — | CH53 (1 Wo.)CH | — | — | Erstveröffentlichung: 6. Oktober 2023                                 |
| 2024 | Spirit – The 12″ Singles Columbia Records (Sony)                      | DE7 (1 Wo.)DE | — | CH48 (1 Wo.)CH | — | — | Erstveröffentlichung: 20. September 2024                              |

## Sonderveröffentlichungen
Tributealben

Seit 1991 erschienen zahlreiche Tributealben, bei denen Depeche Mode-Lieder von anderen Künstlern interpretiert wurden.
| Jahr | Titel          | Höchstplatzierung, Gesamtwochen, AuszeichnungChartplatzierungen (Jahr, Titel, Platzierungen, Wochen, Auszeichnungen, Anmerkungen) | Höchstplatzierung, Gesamtwochen, AuszeichnungChartplatzierungen (Jahr, Titel, Platzierungen, Wochen, Auszeichnungen, Anmerkungen) | Höchstplatzierung, Gesamtwochen, AuszeichnungChartplatzierungen (Jahr, Titel, Platzierungen, Wochen, Auszeichnungen, Anmerkungen) | Höchstplatzierung, Gesamtwochen, AuszeichnungChartplatzierungen (Jahr, Titel, Platzierungen, Wochen, Auszeichnungen, Anmerkungen) | Höchstplatzierung, Gesamtwochen, AuszeichnungChartplatzierungen (Jahr, Titel, Platzierungen, Wochen, Auszeichnungen, Anmerkungen) | Anmerkungen                          |
| Jahr | Titel          | DE | AT | CH | UK | US | Anmerkungen                          |
| ---- | -------------- | --- | --- | --- | --- | --- | ------------------------------------ |
| 1998 | For the Masses | DE11 (10 Wo.)DE | — | — | — | — | Erstveröffentlichung: 4. August 1998 |

Weitere Tributealben
- 1991: I Sometimes Wish I Was Famous – A Swedish Tribute to Depeche Mode
- 1998: Coming Back To You – The Lost Songs – Tribute to Depeche Mode
- 2001: Sweetest Temptation – A Tribute to Depeche Mode
- 2005: Sylvain Chauveau & Ensemble Nocturne: Down to the Bone. An Acoustic Tribute to Depeche Mode
- 2009: The Ultimate Depeche Mode Tribute (2CD)
- 2009: Synthesizer Tribute to Depeche Mode
- 2009: Alfa Matric Re:Covered – A Tribute to Depeche Mode
- 2010: Trancemode Express 1.01 – A Tribute to Depeche Mode
- 2010: Trancemode Express 2.01 – A Tribute to Depeche Mode
- 2010: Vitamin String Quartett – Tribute to Depeche Mode
- 2013: 20 Years Songs of Faith and Devotion – A Tribute (Beilage zum Sonic Seducer, April 2013)
- 2016: 30 Years Black Celebration (Beilage zum Sonic Seducer, Juni 2016)

## Statistik

### Chartauswertung
Die untenstehende Statistik führt nur Veröffentlichungen von Depeche Mode selbst auf. Tributealben werden hierbei nicht berücksichtigt.
|                     | DE     | AT     | CH     | UK     | US     |
| ------------------- | ------ | ------ | ------ | ------ | ------ |
| Nummer-eins-Alben   | DE12DE | AT6AT  | CH7CH  | UK2UK  | US1US  |
| Top-10-Alben        | DE31DE | AT12AT | CH17CH | UK18UK | US8US  |
| Alben in den Charts | DE52DE | AT20AT | CH27CH | UK22UK | US20US |

|                       | DE     | AT     | CH     | UK     | US     |
| --------------------- | ------ | ------ | ------ | ------ | ------ |
| Nummer-eins-Singles   | DE2DE  | AT—AT  | CH—CH  | UK—UK  | US—US  |
| Top-10-Singles        | DE26DE | AT5AT  | CH14CH | UK14UK | US1US  |
| Singles in den Charts | DE55DE | AT24AT | CH43CH | UK51UK | US17US |

|                          | DE    | AT    | CH    | UK     | US    |
| ------------------------ | ----- | ----- | ----- | ------ | ----- |
| Nummer-eins-Videoalben   | DE—DE | AT1AT | CH2CH | UK5UK  | US—US |
| Top-10-Videoalben        | DE—DE | AT1AT | CH2CH | UK9UK  | US2US |
| Videoalben in den Charts | DE—DE | AT1AT | CH3CH | UK11UK | US2US |

### Auszeichnungen für Musikverkäufe
| Land/RegionAuszeichnungen für Musikverkäufe (Land/Region, Auszeichnungen, Verkäufe, Quellen) | Silber     | Gold         | Platin         | Verkäufe    | Quellen |
| -------------------------------------------------------------------------------------------- | ---------- | ------------ | -------------- | ----------- | --- |
| Argentinien (CAPIF)                                                                          | —          | 2× Gold2     | 3× Platin3     | 74.000      | capif.org.ar (Memento vom 20. August 2011 im Internet Archive) AR2 (Memento vom 31. Mai 2011 im Internet Archive) |
| Belgien (BRMA)                                                                               | —          | 2× Gold2     | 3× Platin3     | 180.000     | ultratop.be |
| Dänemark (IFPI)                                                                              | —          | 5× Gold5     | 4× Platin4     | 290.000     | ifpi.dk |
| Deutschland (BVMI)                                                                           | —          | 20× Gold20   | 18× Platin18   | 7.650.000   | musikindustrie.de                                                                                                 |
| Europa (IFPI)                                                                                | —          | —            | 5× Platin5     | (5.000.000) | ifpi.org (Memento vom 15. Oktober 2013 im Internet Archive)                                                       |
| Finnland (IFPI)                                                                              | —          | 3× Gold3     | —              | 52.477      | ifpi.fi |
| Frankreich (SNEP)                                                                            | —          | 16× Gold16   | 15× Platin15   | 2.517.500   | infodisc.fr snepmusique.com                                                                                       |
| Griechenland (IFPI)                                                                          | —          | Gold1        | —              | 7.500       | Einzelnachweise                                                                                                   |
| Irland (IRMA)                                                                                | —          | Gold1        | —              | 7.500       | irishcharts.ie |
| Italien (FIMI)                                                                               | —          | 5× Gold5     | 11× Platin11   | 1.110.000   | fimi.it |
| Kanada (MC)                                                                                  | —          | 2× Gold2     | 5× Platin5     | 600.000     | musiccanada.com                                                                                                   |
| Mexiko (AMPROFON)                                                                            | —          | 3× Gold3     | —              | 100.000     | amprofon.com.mx                                                                                                   |
| Neuseeland (RMNZ)                                                                            | —          | 3× Gold3     | —              | 45.000      | radioscope.co.nz                                                                                                  |
| Niederlande (NVPI)                                                                           | —          | Gold1        | —              | 40.000      | nvpi.nl |
| Österreich (IFPI)                                                                            | —          | 6× Gold6     | —              | 102.500     | ifpi.at |
| Polen (ZPAV)                                                                                 | —          | 6× Gold6     | 13× Platin13   | 370.000     | olis.pl |
| Portugal (AFP)                                                                               | —          | 7× Gold7     | —              | 50.000      | Einzelnachweise                                                                                                   |
| Russland (NFPF)                                                                              | —          | —            | 5× Platin5     | 100.000     | 2m-online.ru |
| Schweden (IFPI)                                                                              | —          | 12× Gold12   | —              | 405.000     | sverigetopplistan.se                                                                                              |
| Schweiz (IFPI)                                                                               | —          | 8× Gold8     | 3× Platin3     | 248.000     | hitparade.ch |
| Spanien (Promusicae)                                                                         | —          | 10× Gold10   | 6× Platin6     | 700.000     | elportaldemusica.es ES2 ES3                                                                                       |
| Ungarn (MAHASZ)                                                                              | —          | 4× Gold4     | 5× Platin5     | 41.000      | slagerlistak.hu                                                                                                   |
| Vereinigte Staaten (RIAA)                                                                    | —          | 15× Gold15   | 17× Platin17   | 20.900.000  | riaa.com |
| Vereinigtes Königreich (BPI)                                                                 | 9× Silber9 | 13× Gold13   | 4× Platin4     | 4.510.000   | bpi.co.uk |
| Insgesamt                                                                                    | 9× Silber9 | 145× Gold145 | 117× Platin117 |             | |